# San Mateo Oxtotla
San Mateo Oxtotla är en ort i Mexiko.   Den ligger i kommunen Epatlán och delstaten Puebla, i den sydöstra delen av landet, 120 km sydost om huvudstaden Mexico City. San Mateo Oxtotla ligger 1 322 meter över havet och antalet invånare är 213.
Terrängen runt San Mateo Oxtotla är huvudsakligen kuperad, men västerut är den platt. Runt San Mateo Oxtotla är det ganska tätbefolkat, med 155 invånare per kvadratkilometer. Närmaste större samhälle är Izúcar de Matamoros, 7,6 km väster om San Mateo Oxtotla. I omgivningarna runt San Mateo Oxtotla växer huvudsakligen savannskog.